# Richard Boyle, tercer Earl de Burlington
Richard Boyle, 3r Earl de Burlington i 4t Earl de Cork (Yorkshire, Anglaterra 25 d'abril de 1694 – 15 de desembre de 1753) fou un arquitecte anglès. És recordat per haver portat l'arquitectura pal·ladiana a gran Bretanya i Irlanda. Els seus projectes principals incloiuen Burlington House, Westminster School, Chiswick House i Northwick Park. Burlington va ser anomenat l'Apol·lo de les Arts (the Apollo of the Arts) i "l'Earl arquitecte", va mostrar poc interès per la política. Va mostrar un gran amor per la música. Georg Frideric Handel li dedicà dues òperes, quan vivia a Burlington House: Teseo i Amadigi di Gaula.

## Galeria d'obres arquitectòniques

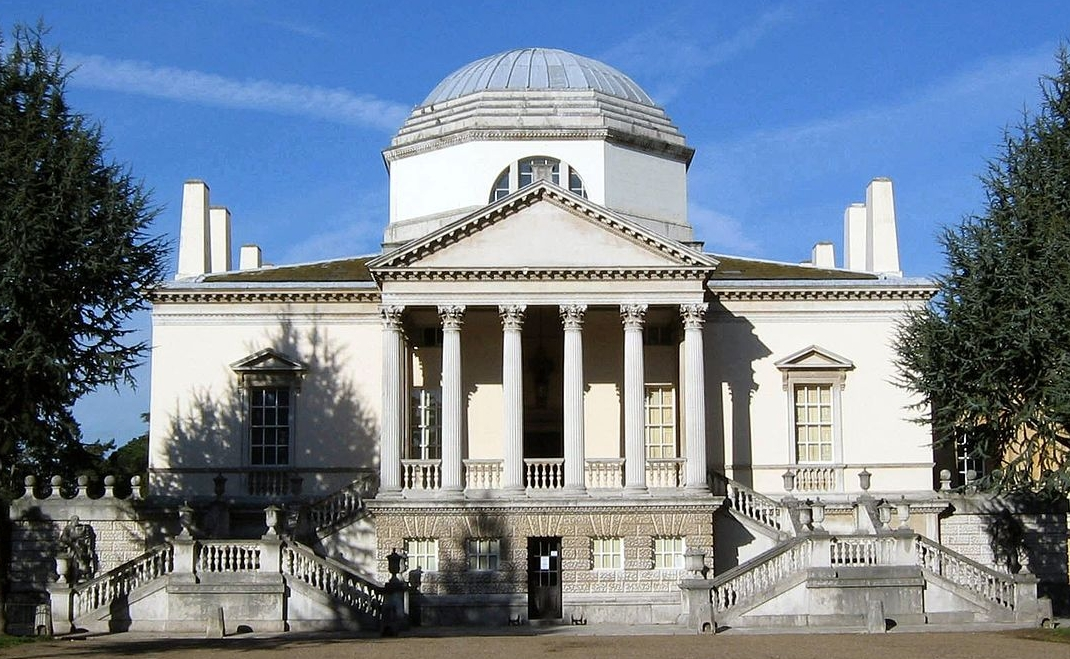
Chiswick House Entrance Front
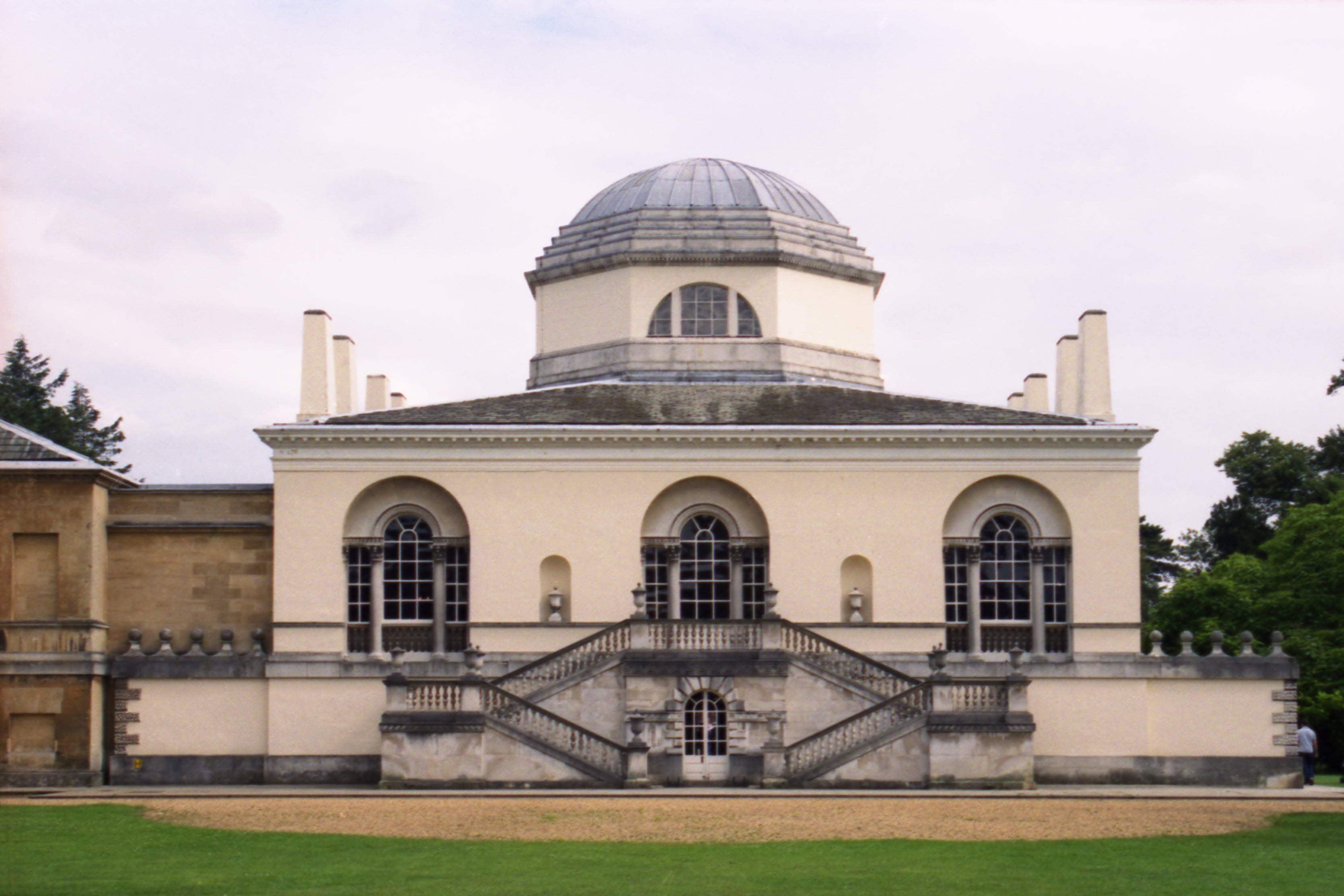
Chiswick House Garden Front
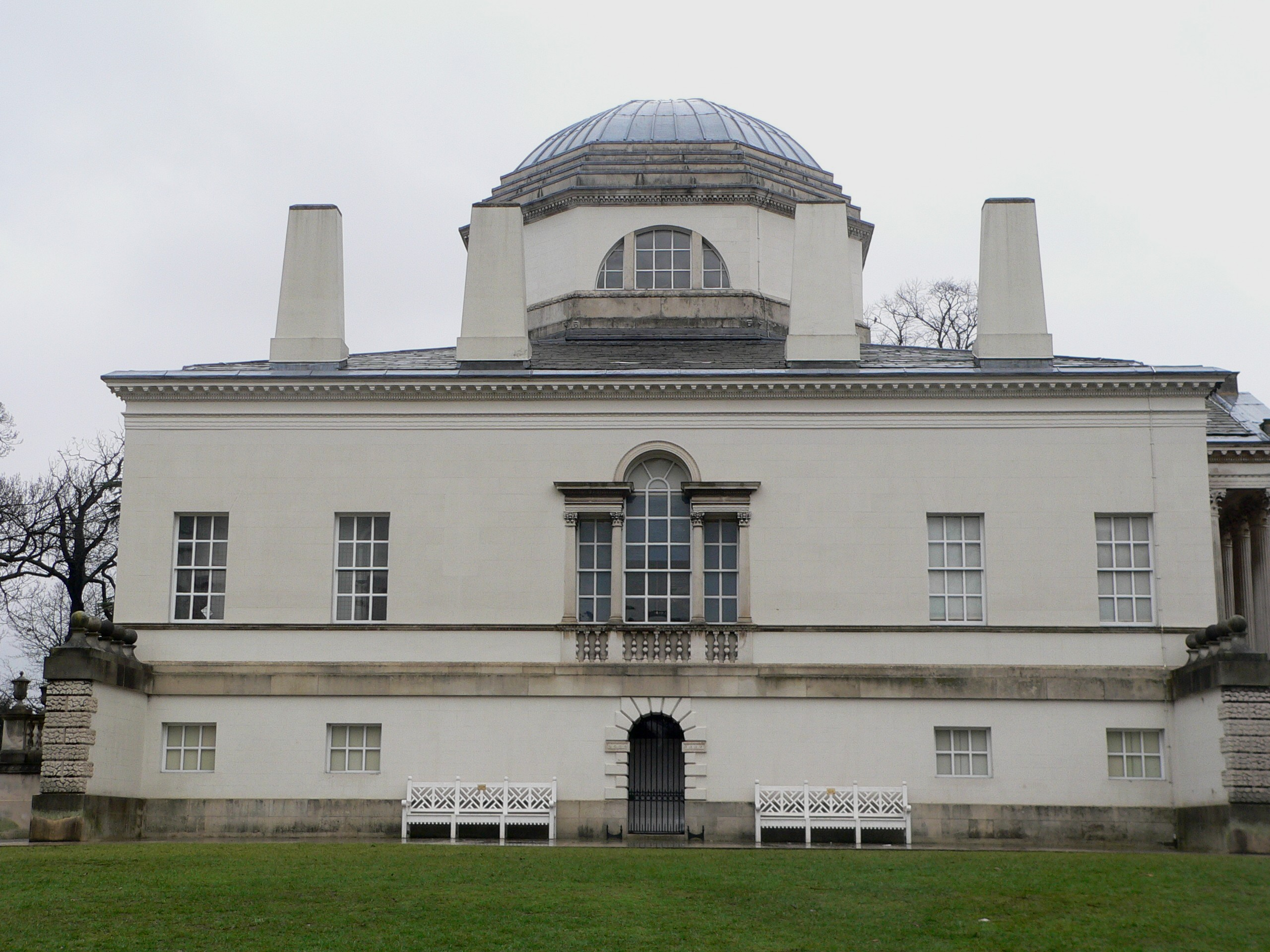
Chiswick House south western view
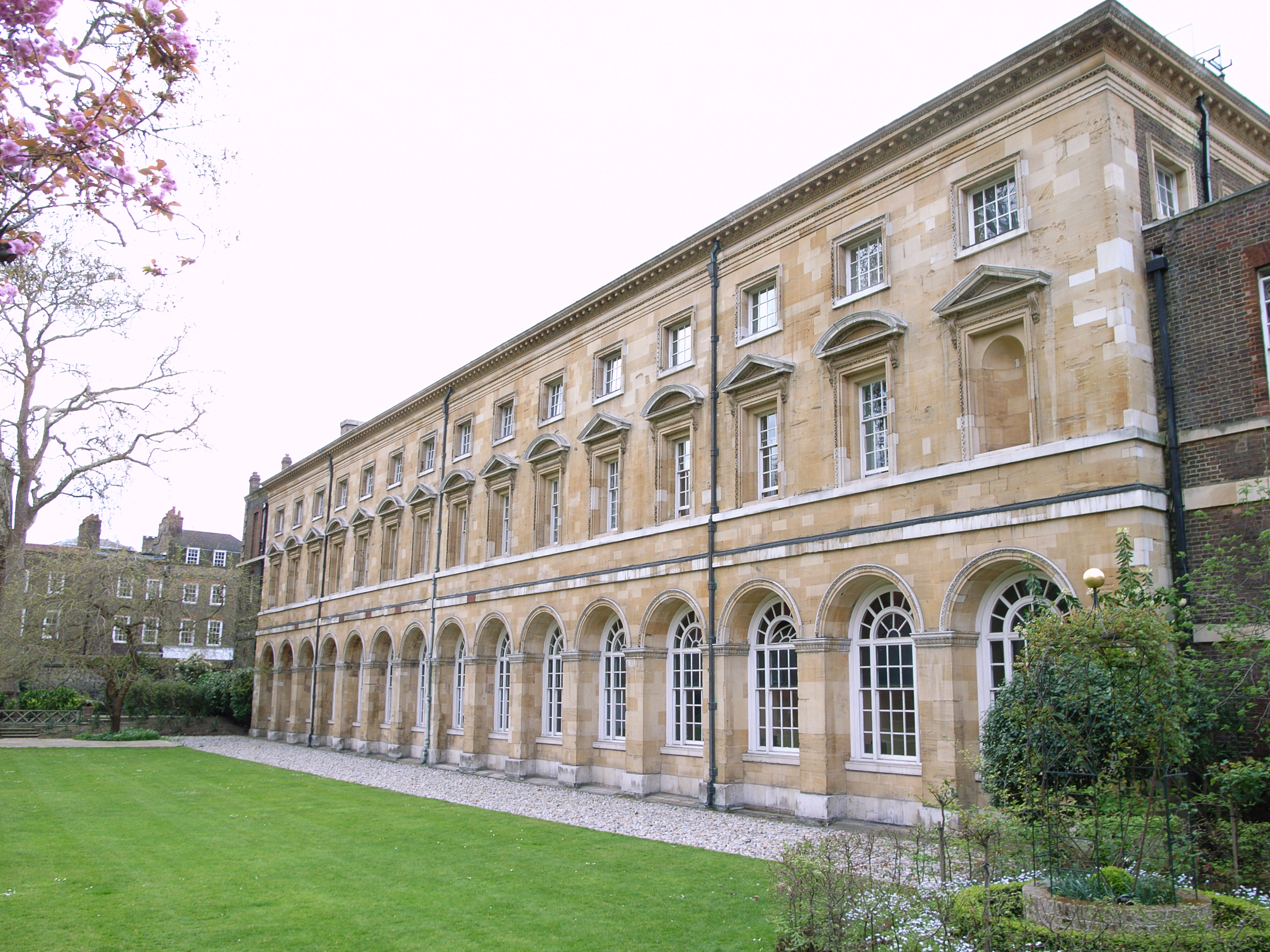
Westminster School Dormitory
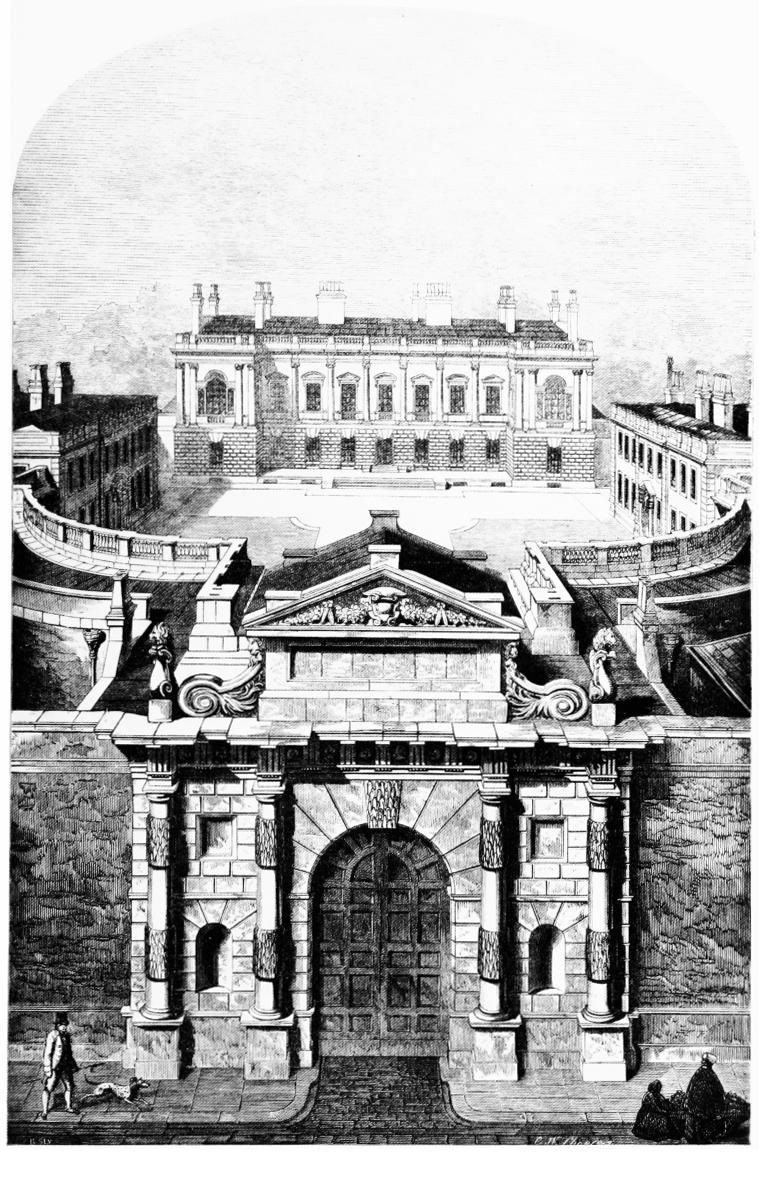
Burlington House
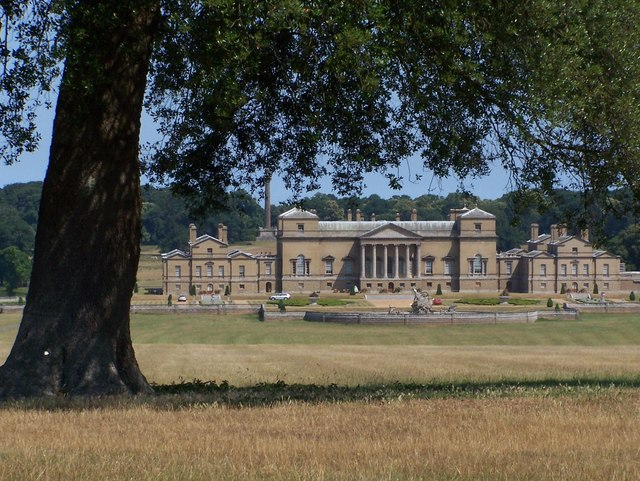
Holkham Hall
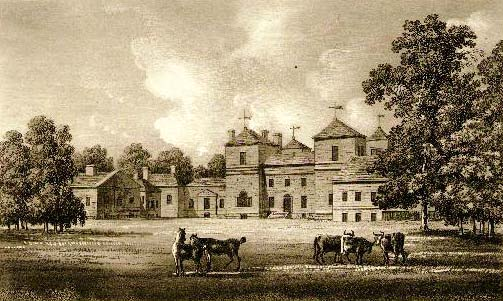
Tottenham House